# Палата для офицеров
«Палата для офицеров» (фр. La chambre des officiers) — французский фильм-драма 2001 года, поставленный Франсуа Дюпейроном по мотивам романа Марка Дюгена, основанного на подлинной истории одного из членов его семьи . Фильм участвовал в конкурсной программе Каннского кинофестиваля 2001 года, а в 2002 году был номинирован в восьми категориях на получение премии «Сезар», в двух из которых он одержал победу.

## Сюжет
Фильм больше концентрируется на периоде пребывания в больнице, чем оригинальный роман, и подчеркивает ужас травм друзей. По прибытии Адриена в палату, все зеркала были удалены и сотрудники проинструктированы, чтобы не давали ему видеть выражения на лицах других раненых. Адриен становится все более отчаянным, чтобы увидеть ущерб, нанесенный ему в лицо, даже не спрашивая посетителя, чтобы нарисовали ему его портрет.
Существует сильный акцент на мимолетном романе между Адриеном и Клемансой, женщиной, которую он встречает случайно незадолго перед отъездом на войну, и его последующие попытки разыскать её, наконец приводит к тому, что он снова встретился с ней, но она не узнает его.
В то время как роман следует опыту группы вплоть до Второй мировой войны и за её пределами, фильм заканчивается сразу после Первой мировой войны, где в финальной сцене показывается случайная встреча Адриена с его будущей женой.

## В ролях
| Актёр              | Роль         |
| ------------------ | ------------ |
| Эрик Каравака      | Адриен       |
| Дени Подалидес     | Генри        |
| Грегори Деранжер   | Пьер         |
| Сабина Азема       | Анаис        |
| Андре Дюссолье     | хирург       |
| Изабель Рено       | Маргарита    |
| Жеральдин Пайя     | Клеменс      |
| Жан-Мишель Порталь | Элейн        |
| Ги Трежан          | министр      |
| Ксавье де Гийбон   | Луи          |
| Катрин Ардити      | мать Адриена |

## Награды и номинации
| Год  | Награда                | Категория                                       | Номинант           | Результат |
| ---- | ---------------------- | ----------------------------------------------- | ------------------ | --------- |
| 2001 | Каннский кинофестиваль | Золотая пальмовая ветвь                         | Франсуа Дюпейрон   | Номинация |
| 2002 | Сезар                  | Лучший фильм                                    | Франсуа Дюпейрон   | Номинация |
| 2002 | Сезар                  | Лучшая режиссура                                | Франсуа Дюпейрон   | Номинация |
| 2002 | Сезар                  | Лучшая мужская роль                             | Эрик Каравака      | Номинация |
| 2002 | Сезар                  | Лучшая мужская роль второго плана               | Андре Дюссолье     | Победа    |
| 2002 | Сезар                  | Самый многообещающий актёр                      | Грегори Деранжер   | Номинация |
| 2002 | Сезар                  | Самый многообещающий актёр                      | Жан-Мишель Порталь | Номинация |
| 2002 | Сезар                  | Лучший оригинальный или адаптированный сценарий | Франсуа Дюпейрон   | Номинация |
| 2002 | Сезар                  | Лучшая работа оператора                         | Тэцуо Нагата       | Победа    |
| 2002 | Сезар                  | Лучшие костюмы                                  | Катрин Бушар       | Номинация |